# Spirostreptus bowringii
Spirostreptus bowringii är en mångfotingart som beskrevs av Pocock 1892. Spirostreptus bowringii ingår i släktet Spirostreptus och familjen Spirostreptidae. Inga underarter finns listade i Catalogue of Life.